# 大塔町
大塔町（だいとうちょう）は、長崎県佐世保市の町名。日宇地域に属する。郵便番号は857-1161。
1938年の町名設置以前は日宇大塔免（ひうだいとうめん）と称した。旧東彼杵郡日宇村大塔免（だいとうめん）の一部。

## 地理
佐世保市の中心部から南東に約5キロの佐世保湾奥、日宇地域の最東端に位置する。町域の大半が丘陵地であるが、南東部には江戸時代由来の干拓地を有し、南岸は早岐瀬戸を挟んで針尾島を望む。
1970年代以降、宅地造成に伴う新町名の設置や区域変更が順次実施されているため、町域は縮小傾向にある。（#沿革にて詳述）
- 山：金山、獅子見岳
- 河川：飯盛川
- 海域：佐世保湾、早岐瀬戸、安久ノ浦

### 隣接町名
- 日宇地区 - 日宇町、黒髪町、白岳町、大岳台町、卸本町、もみじが丘町
- 早岐地域 - 田の浦町
- 江上地区 - 有福町（橋上で隣接）

### 地名の由来
大塔の「大」は佳字で、近世以前は「台塔」と表記した。その由来は台地の「台」と湿地を意味する「タフ（塔）」を合わせたものとされるが、詳細は解っていない。

## 歴史
江戸時代に阿波国（現在の徳島県）出身の折原孫左衞門なる人物が大塔に移住し、黒田新田などの新田開発を行ったと伝わる。松浦史料博物館蔵の松浦家文書によれば、江戸時代初期の明暦2年（1656年）に編纂された『畑方帳抜書』では、当地は日宇村のうちの「脇碕台塔免」とあり、同年の『田方帳抜書』では「台塔免」と「脇碕免」が別で記載されている。脇碕免（脇崎）とは、現在の大塔町の南部（大岳台町と卸本町の各一部を含む概ね国道35号以南）にあたる区域で、明治時代初期までに大塔免に統合された。脇崎の名称は平戸往還の脇崎一里塚跡をはじめ、現在も国道35号の交差点名や地内の公民館等にその名残を見ることができる。天鳥船（船形の石）を祀る鎮守神社もある。

### 沿革
- 1889年（明治22年）4月1日 - 町村制の施行により、東彼杵郡日宇村が単独村制にて発足。日宇村を構成する6免の行政区画の内の大塔免となる。
- 1927年（昭和2年）4月1日 - 日宇村が佐世村とともに佐世保市に編入[8]。大塔免は佐世保市の所属となり、日宇大塔免と改称[5]。
- 1938年（昭和13年）月日不詳 - 日宇地区の免・小字を廃し、町名設置を実施。日宇大塔免は大塔町となる。
- 1971年（昭和46年）5月4日 - 大塔町の一部より卸本町を分立[9]。
- 1979年（昭和54年）9月1日 - 大塔町及び白岳町の各一部より大岳台町を分立[9]。
- 1980年（昭和55年）6月1日 - 大塔町の一部を卸本町に編入[10]。
- 1989年（平成元年）2月7日 - 大塔町の一部を卸本町、日宇町に編入[10]。
- 1994年（平成6年）1月25日 - 大塔町及び黒髪町の各一部よりもみじが丘町を分立[10]。
- 2004年（平成16年）7月2日 - 大塔町の一部を卸本町に編入[10]。
- 2021年（令和3年）12月1日 - 大塔町、白岳町、日宇町、大岳台町及び卸本町の各一部よりひうみ町を分立[11]。

## 地域

### 世帯数と人口
2018年（平成30年）9月30日時点における大塔町の世帯数及び人口は以下のとおり。
| 町名   | 世帯数 | 人口  |
| ------ | ------ | ----- |
| 大塔町 | 1,219  | 2,562 |

### 公共施設
- 大塔自治会館
- 大塔町住宅公民館
- 大塔町脇崎公民館
- 佐世保市東部クリーンセンター
  - 余熱利用施設（エコスパ佐世保）

### 教育
- 小学校・中学校
  - 町内に小学校・中学校は無い。小学校区は佐世保市立大塔小学校（もみじが丘町に所在）、中学校区は佐世保市立日宇中学校となる[12]。
- 法務省管轄
  - 佐世保学園（第一種少年院）
- その他
  - 大塔自動車学校

### 郵便局
- 佐世保大塔郵便局

### 公園
- 大塔公園
- 大塔第二公園
- 大塔第三公園
- 大塔第四公園
- さつき台第一公園
- さつき台第二公園
- 陽光台第一公園
- 陽光台第二公園
- 陽光台第三公園

## 産業・商業

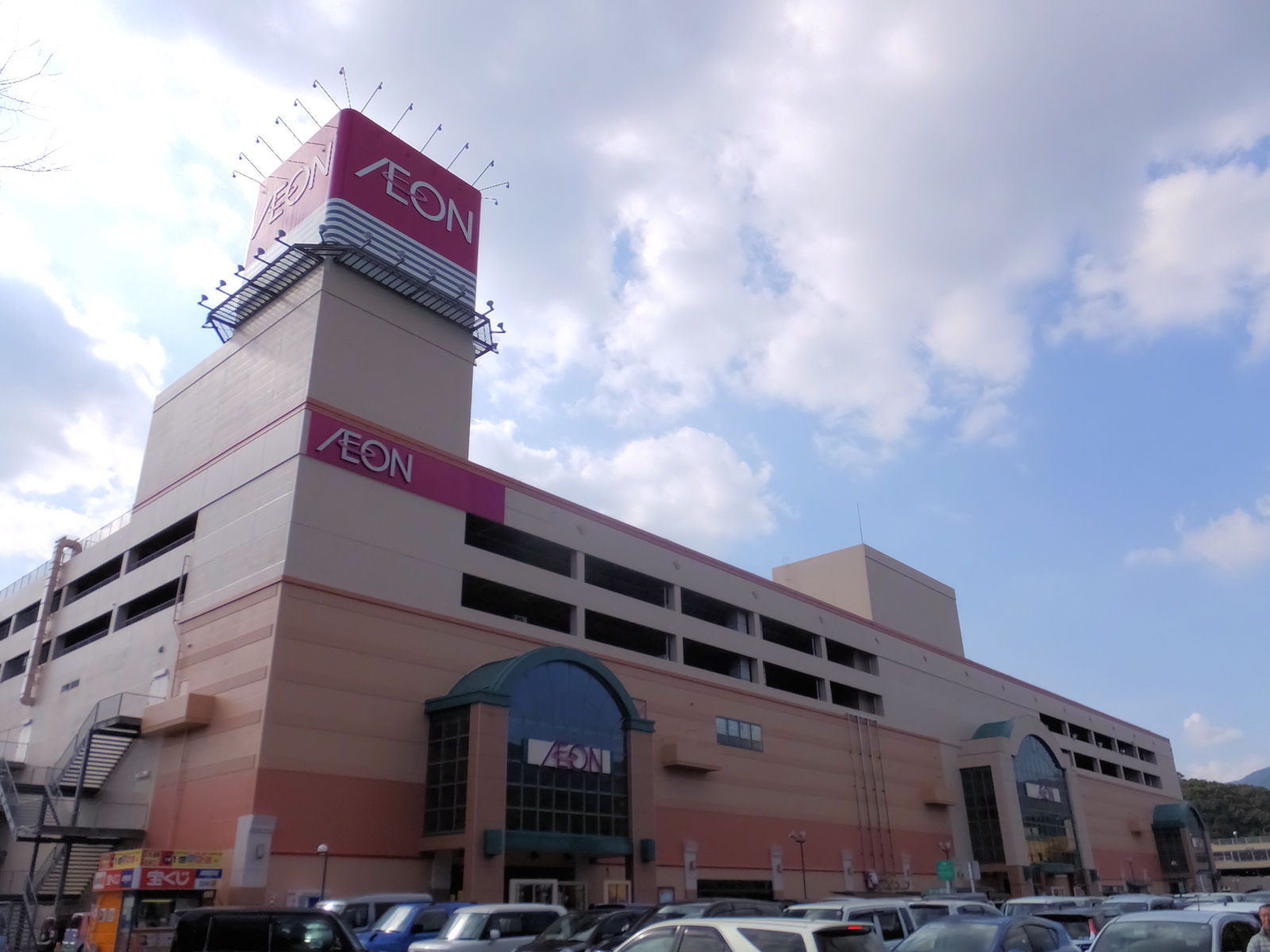
イオン大塔ショッピングセンター

大塔町の南部、国道35号と西九州自動車道の沿線一帯は都市計画法による用途地域のうち準工業地域に指定されている。この区域内には、長崎県北地域の住民より大ジャス（だいジャス、大塔ジャスコ）の俗称で親しまれるジャスコシティ大塔ショッピングセンター（2009年以降はイオン大塔ショッピングセンター）をはじめ、自動車ディーラー、電器店、衣料品販売店、ファミリーレストランなどのロードサイド店舗や各種工場が林立する。

### 大塔町に本社を置く主な企業
- 牛右衛門 - 長崎県を中心に九州北部地域においてレストラン「牛右衛門」「庄屋」「ブルズキッチン」をチェーン展開している。
- 丸協食産 - 食肉加工を行う企業。九州地方でチェーン展開するスーパーマーケットの「マルキョウ」とは無関係。

### 主な商業施設
- イオン大塔ショッピングセンター
- エレナ大塔店
- ケーズデンキ佐世保店
- ホームセンター コーナン大塔店、コーナンPRO大塔店（旧・ハイパーセンター オサダ大塔店）
- ドン・キホーテ佐世保店
- ハートプラザ大塔デジタル館
- はるやま佐世保店
- フタタ大塔店
- ベスト電器佐世保本店
- ユニクロ佐世保大塔店

## 交通

### 鉄道
- 九州旅客鉄道
  - 佐世保線
    - 大塔駅

### 道路
- 高速道路
  - 西九州自動車道 - 佐世保道路、武雄佐世保道路
    - 佐世保大塔インターチェンジ

- 一般国道
  - 国道35号 - 日宇バイパス
  - 国道205号 - 針尾バイパス
    - 早岐瀬戸大橋

## 名所・旧跡
- 平戸往還脇崎一里塚跡